# Wettbewerb in Recht und Praxis
Wettbewerb in Recht und Praxis (wrp) ist eine Zeitschrift, die mit Aufsätzen, Gutachten, Kommentaren, Berichten und Gerichtsentscheidungen über das Wettbewerbs- und Markenrecht informieren will. Zudem ist sie das offizielle Organ der Zentrale zur Bekämpfung unlauteren Wettbewerbs. Die WRP erscheint seit 2006 monatlich.

## Inhalt
Jährlich erscheinen über 60 Abhandlungen zu aktuellen wettbewerbs- und markenrechtlichen Themen, dazu Beiträge über Gesetzesvorhaben und Gesetzesänderungen, europäisches und internationales Wettbewerbs- und Markenrecht. Die WRP dokumentiert die höchstrichterliche Rechtsprechung und die Rechtsprechung der Oberlandesgerichte.

## Autoren, Redaktion und Herausgeber
Die Autoren sind zumeist Professoren und Wissenschaftler, Rechtsanwälte, Richter sowie Verwaltungs- und Unternehmensjuristen, die im Fachgebiet tätig sind. Seit der Ausgabe 1/2012 wird die Zeitschrift von Helmut Köhler herausgegeben. Mitherausgeber wurde mit Ausgabe 1/2020 Christian Alexander.
Verlagsleiter ist Rechtsanwalt Torsten Kutschke. Chefredakteurin ist Rechtsanwältin Uta Wichering; die Ressortredaktion der instanzgerichtlichen Rechtsprechung liegt bei Rechtsanwalt Thomas Gramespacher und der Zentrale zur Bekämpfung unlauteren Wettbewerbs (Wettbewerbszentrale).
Mit Ausgabe 1/2013 wurde ein wissenschaftlicher Beirat eingerichtet. Dieser besteht zurzeit aus folgenden Persönlichkeiten:
- Wolfgang Büscher (Richter beim I. Zivilsenat des Bundesgerichtshofs und Honorarprofessor an der Universität Osnabrück)
- Franz Hacker (Vorsitzender Richter am Bundespatentgericht und Honorarprofessor an der Universität Augsburg)
- Gangolf Hess (Richter am Kammergericht Berlin)
- Stefan Leible (Professor an der Universität Bayreuth)
- Reiner Münker (Geschäftsführendes Präsidiumsmitglied der Wettbewerbszentrale).